# Apiomorpha variabilis
Apiomorpha variabilis är en insektsart som först beskrevs av Walter Wilson Froggatt 1893.  Apiomorpha variabilis ingår i släktet Apiomorpha och familjen filtsköldlöss. Inga underarter finns listade i Catalogue of Life.